# Achéens
Ne doit pas être confondu avec Archéen.
Le terme Achéens (en grec ancien Ἀχαιοί, Akhaioí) a différents sens selon les auteurs, le contexte et l'époque considérée. Il désigne généralement un groupe de populations de langue proto-grecque qui aurait contribué au peuplement de la Grèce antique, mais le terme a été attribué à différents ensembles de peuples grecs de différentes époques.

## Invasions indo-européennes
Les Achéens sont souvent le nom donné à l'un des premiers peuples de langue indo-européenne à s'être établi en Grèce continentale. Ils y apparaissent vers 2200-2000 av. J.-C. en provenance de régions plus septentrionales. Ils y arrivent par l'ouest, et s'installent d'abord en Épire, puis descendent en Thessalie. Ils repoussent les anciens habitants, les supposés Pélasges, grâce à leur suprématie militaire. Ils dominent ensuite les populations de Béotie, d'Attique, et enfin du Péloponnèse où ils s'arrêtent en Argolide. Un groupe va même former la population ionienne d'Asie Mineure. Les Achéens sont ainsi parfois considérés comme les premiers Grecs.
Les élites achéennes dominent les populations indigènes. Leur langue s'impose dans la région. Au départ, les Achéens, bénéficiant en partie de l’influence culturelle de la civilisation minoenne de Crète, sont groupés en petites communautés rurales, puis connaissent un essor continu. Les premières traces écrites en grec archaïque apparaissent chez les Mycéniens au XVe siècle av. J.-C.[réf. nécessaire].

## Homère et la guerre de Troie
Dans les épopées homériques, le terme désigne l'ensemble des Grecs, dirigés par les rois Ménélas et Agamemnon, et rassemblés devant Troie. Les autres noms utilisés sont « Danéens » ou « Argiens ». Leurs principaux centres de pouvoir sont les cités d'Argos, Tirynthe, Pylos mais surtout Mycènes, d'où l'association qu'on a faite avec la civilisation mycénienne (période qui va du XVIIe au XIIe siècle av. J.-C. environ). L'identification de la civilisation mycénienne aux Achéens de l'épopée n'est cependant qu'en partie pertinente. Selon certains spécialistes, le terme hittite Ahhiyawa, interprété littéralement comme « le pays des Achéens », mentionné dans des chroniques du royaume hittite, se référerait aux Achéens de la tradition homérique.

## Achaïos et Achaïe

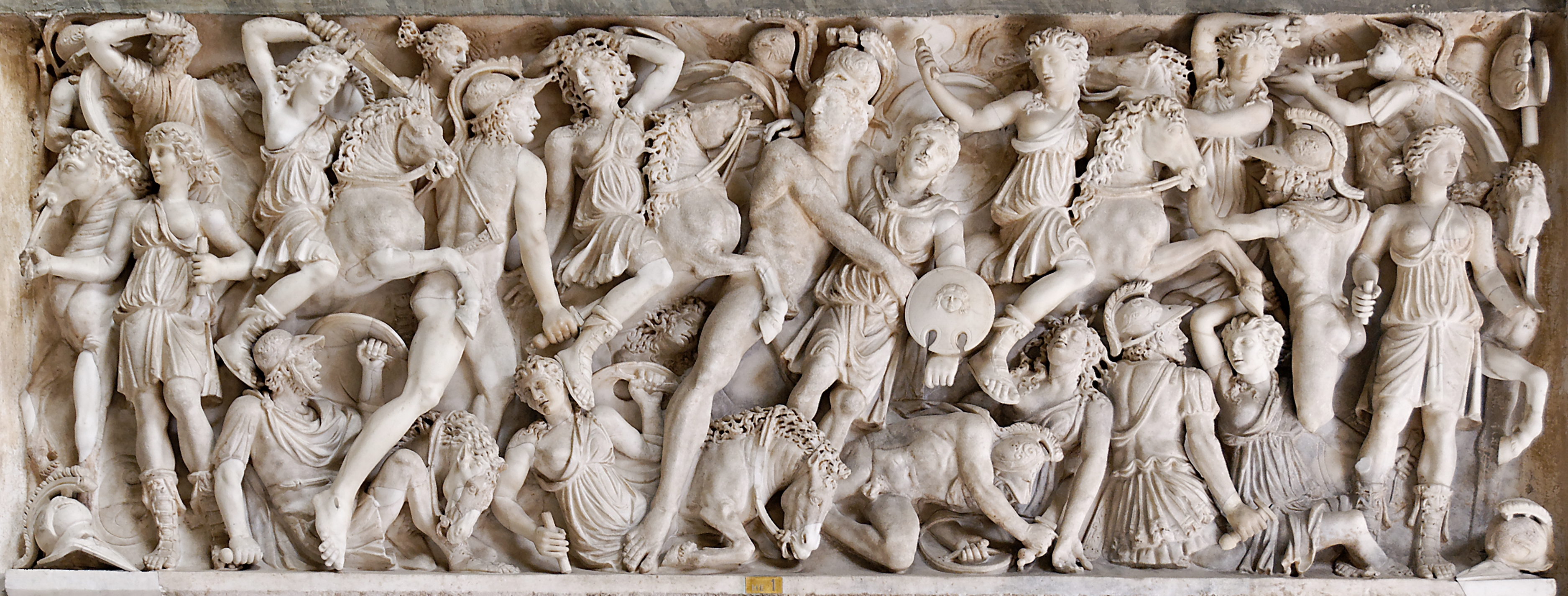
Combat des Achéens contre les Amazones, musée Pio-Clementino.

Une des tribus de la Grèce antique descendant d'Hellen aurait pour ancêtre Achaïos, tandis que Ion, frère d'Achaïos, aurait donné les Ioniens. Les Achéens peuplaient une région montagneuse appelée Achaïe, au nord-ouest de l'Argolide, région abritant des cités comme Sicyone, Patras, Erymanthe (voir Mont Érymanthe), et, plus au sud, Élis et Olympie, ainsi qu'une région du sud de la Thessalie. La ligue achéenne est une confédération de villes d'Achaïe[réf. nécessaire].

## Mycéniens
Les Achéens sont parfois assimilés aux Mycéniens. La construction de palais dit « cyclopéens » est une des caractéristiques des Mycéniens. Leurs palais sont puissamment fortifiés, avec d'épais murs constitués de blocs colossaux, comme s'ils avaient été bâtis par les légendaires cyclopes de la mythologie grecque. Ces palais vont jouer un grand rôle politique et économique pour les anciens grecs et leur taille ne fait que croître au fil des siècles[réf. nécessaire]. 
Le roi porte alors le titre de wanax. Il est secondé par un « conducteur du peuple » (lavagétas). Ce dernier devait être semblable à un vizir ou un général en chef. Le roi, quant à lui, est à la fois absolu et quasiment divin (un dieu porte le même nom). Il contrôle ainsi la vie économique et religieuse. Enfin, toute une série de dignitaires, officiers et administrateurs, assurent le soutien du pouvoir en place. Le territoire étant subdivisé en provinces, ces cadres du pouvoir permettent de maintenir l'ordre et de gérer les affaires locales[réf. nécessaire].
Les Mycéniens nouent des liens commerciaux et diplomatiques avec les Minoens de Crète, puis entrent en rivalité avec eux. Ils les appelaient les « Minos » en référence au roi de Crête Minos. Les Mycéniens se distinguent des autres peuples grecs par leur puissance militaire et par leurs compétences en matière d'exploration et de commerce. L'influence mycénienne va s'étendre rapidement aux îles grecques. La Crète, carrefour commercial important, est finalement conquise. Toutefois, cette île, désormais sous influence mycénienne, conserve en partie son autonomie et continue son propre développement. Les Mycéniens vont ensuite se mesurer aux riches empires orientaux, et en premier à l'empire hittite. Ils créent des comptoirs un peu partout le long des côtes de l'Anatolie et du ̥Proche-Orient, mais aussi en Méditerranée occidentale et en mer Noire. Ces colonies pouvaient assurer richesse et prospérité à leurs cités métropoles, ou prendre plus tard leur autonomie[réf. nécessaire] : liste de fondations de cités achéennes (de).
Au XIIIe siècle av. J.-C. et au début du XIIe siècle av. J.-C., une crise climatique, économique et démographique se traduit par l'abandon des sites mycéniens et par les invasions terrestres doriennes et celles des « peuples de la mer ». Elles inaugurent la période dite « des quatre siècles obscurs » qui suit la chute des Mycéniens,.